# Сосия Гала
Вижте пояснителната страница за други личности с името Гала.
Сосия Гала (на латински: Sosia Galla) е благородничка от Древен Рим.

## Биография
Произлиза от фамилията Сосии (Созии). Омъжва се за Гай Силий Авъл Цецина Ларг (консул 13 г.). Двамата стават приятели с Агрипина Старша. Силий се самоубива преди да е осъден за изнуда през 24 г. Голяма част от състоянието му е конфискувано. Гала е заточена и по-късно умира. Собствеността на Гала е конфискувана от Сената и по-късно дадена на децата им.
Майка е на Гай Силий, който се жени за Валерия Месалина, съпругата на император Клавдий.